# 2014 US277
2014 US277 est un transneptunien de magnitude absolue 4,66 qui peut être considéré comme une planète naine potentielle.  
L'objet compte parmi les objets connus ayant l'un des périhélies les plus élevés.